# Vardique de Moxoena
Vardique (em armênio: Վարդիկ), chamado o Olhinho (Aknik), foi um nobre armênio (nacarar) do século VI, membro da família principesca de Moxoena, ativo em meados do século VII.

## Nome
Vardique (Վարդիկ, Vardik) é um nome construído com Varde e o sufixo -ik (-իկ). Hrach Martirosyan afirmou que -ik associa-se ao iraniano *-ika-, que era utilizado para construção de adjetivos e substantivos, bem como formava nomes de países. No armênio, em particular, esse sufixo era comumente empregado para formar diminutivos. Varde (Վարդ, Vard) pode ter derivado do parta vard- (em iraniano antigo *vr̥da-), "rosa", ou do iraniano antigo vard-, "virar". Foi registrado como Bardas (Βάρδας, Bárdas) em latim e grego.

## História
As origens de Vardique são incertas, exceto que pertencia à família principesca de Moxoena. Segundo Sebeos, em 640, no contexto da conquista muçulmana da Armênia, ajudou os invasores a cruzarem a ponte sobre o rio Metsamor, no Airarate, onde pilharam os assentamentos locais. Após obterem butim e cativos, acamparam próximo da floresta de Cosrovacerta.